# Nicolas Aubin
Nicolas Aubin (geb. 1655 in Loudun, Département Vienne, Frankreich; gest. im 18. Jahrhundert) war ein französischer protestantischer Pastor und Marineschriftsteller, der nach Holland ins Exil ging.

## Leben und Werk
Nicolas Aubin wurde 1655 in Loudun, Frankreich, geboren, dem Ort, der in den 1630er Jahren Schauplatz einer Hexenverfolgung war. Er war protestantischer Pastor in der Stadt Beaumont im Poitou und emigrierte nach der Widerrufung des Edikts von Nantes 1685 nach Holland. Nachdem er sich dort niedergelassen hatte, schlug er eine literarische Laufbahn ein und veröffentlichte 1693 sein erstes Buch, die Histoire des Diables de Loudun (Geschichte der Teufel von Loudun), dem zahlreiche Neuauflagen folgten. In dem Werk über den wohl berühmtesten Hexenprozess des 17. Jahrhunderts stellt Aubin, der noch einige der Protagonisten des Falls gekannt hatte, kunstvoll dar, wie eine Ranküne Richelieus und Père Josephs 1634 den Priester Urbain Grandier auf den Scheiterhaufen brachte, der sich durch sein Wissen und seine Beredsamkeit Neider gemacht hatte und von Nonnen des Klosters der Ursulinen von Loudun beschuldigt wurde. Aubins Buch spricht Grandier vom Verbrechen der Hexerei frei und zeigt diese "affaire de diable" als eine Tragikomödie, die auf persönliche Rache und politische Verschwörungen zurückzuführen ist. Es ist jedoch anzunehmen, dass Kardinal Richelieu weniger in die politischen Aspekte dieses Dramas verwickelt war, als der Autor angibt. 1698 veröffentlichte er eine Übersetzung des Lebens von Michiel de Ruyter (1607–1676) von Gerard Brandt (1626–1685). Danach sammelte er Material für sein Dictionnaire de Marine (Marinewörterbuch), das zuerst 1702 in Amsterdam erschien.

## Schriften
- Histoire des Diables de Loudun, ou de la possession des Religieuses Ursulines, et de la condamnation & du supplice d'Urbain Grandier, Curé de la même Ville. Cruels effets de la vengeance de Richelieu. 1693, Amsterdam, Estienne Roger, 1716. Aux dépens de la compagnie, Paris. 1752.

Histoire von denen besessenen Nonnen des Klosters St. Ursel zu Lodün, und der Verurtheilung des Predigers in derselben Stadt Urban Grandiers, ingleichen die Anno 1509 offenbahrten Betrügereyen derer Dominicaner zu Bern. Bey Gelegenheit der neulichen Erstaunens-würdigen Historie des Paters Girards und der Demoiselle Cardiere aus dem Frantzösischen ins Deutsche übersetzt. Cöln (wohl fingiert), 1732
Geschichte der Teufel von Loudun oder der Besessenheit der Ursulinerinnen und von der Verdammung und Bestrafung von Urbain Grandier, Pfarrer derselben Stadt. (= Materialien zum Phänomen des „Bösen“, Band 1). Birkenau: Emig, [1974]
- (Übersetzung) Gerard Brandt: Vie de Michiel de Ruyter. 1698

- Dictionnaire de Marine contenant les termes de la navigation et de l'architecture navale avec les regles et proportions qui doivent y etre observees. Anonym [Nicolas Aubin]; Le Haye ['s-Gravenhage], Le Haye ['s-Gravenhage], Adrian Moetjens, 3. edition, revue, corrigee & augmentee. 1742